# Mien Ruysová

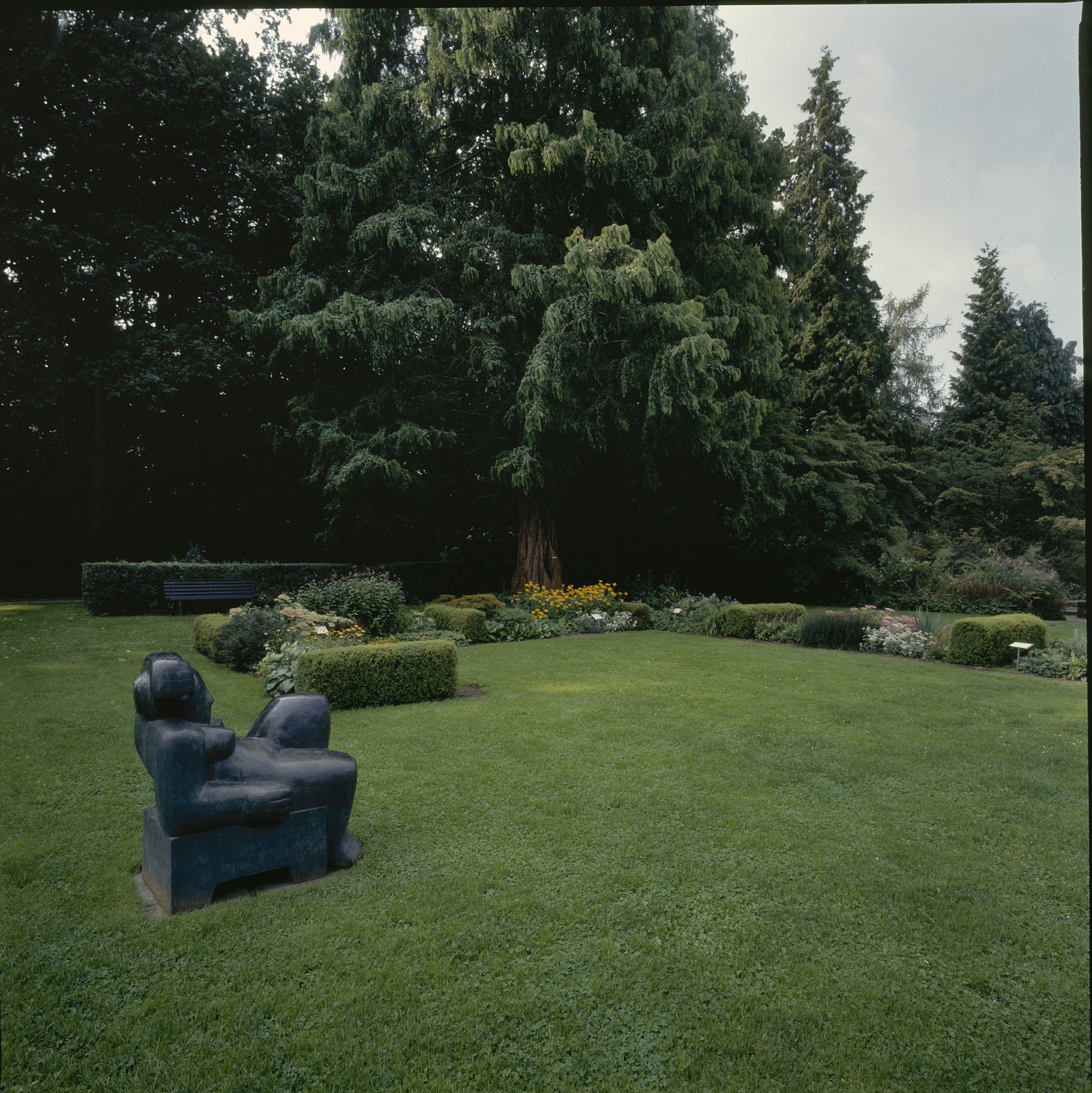
Zahrada v muzeu Mien Ruysové

Wilhelmina Jacoba (Mien) Moussaultová-Ruysová (nepřechýleně Ruys; 12. dubna 1904 Dedemsvaart – 9. ledna 1999 Dedemsvaart) byla krajinářská a zahradní architektka původem z Nizozemska. Její odkaz je udržován v rodném městě, kde na ploše 25 000 m² vytvořila komplex experimentálních zahrad podle svých představ o pěstování rostlin a zahradní architektuře. Spolu s osobnostmi, jako je například Piet Oudolf je Mien Ruysová řazena mezi hlavní představitele hnutí New Perennial wave (nová trvalková vlna). Zasloužila se o výsadbu trvalek do soukromých zahrad.

## Kariéra
Svou kariéru zahájila v zahradní školce svých rodičů v Dedemsvaartu. Její otec Bonne Ruys založil v roce 1888 školku „Moerheim Nursery“ a specializoval se na trvalky. Mien Ruysová krátce studovala zahradní architekturu v Berlíně v roce 1920 a později absolvovala stáže v Anglii, např. ve městě Tunbridge Wells. Otec byl přítelem slavné zahradní architektky Gertrude Jekyll, od níž se naučila používat barevné kombinace . Po návratu domů se zapojila do práce v rodinné firmě. Od roku 1924 Mien Ruysová začala experimentovat na pozemcích svých rodičů. První zkušenosti ji přivedly k zásadě, že výběr rostlin je nutné vždy přizpůsobit půdním a klimatickým podmínkám.
Ve třicátých letech studovala architekturu u Marinuse Jana Granpré Molièra, známého nizozemského architekta a krajináře a zpočátku byla ovlivněna tzv. Delftskou školou. Inklinovala k jednoduchým, prostým tvarům a to ji vedlo ke spolupráci se skupinou významných architektů „8“ z Amsterdamu a „Opbouw“ z Rotterdamu. Pracovala s architektem Gerritem Rietveldem, který v Bergeijku projektoval továrnu a park, který ji obklopuje, navrhovala Mien Ruysová. Inspiraci čerpala od Mondriana, Van Doesburga a Christophera Tunnarda.
Celoživotním dílem Mien Ruysové byly zahrady v Dedemsvaartu, které sloužily jako tvůrčí laboratoř, kde autorka zkoušela zahradní design před uvedením do praxe. Tyto experimenty byly základem pro další zahrady podle jejích návrhů a pomohly jí stát se jednou z nejpozoruhodnějších krajinných a zahradních architektů v Nizozemsku. V první polovině dvacátého století se zahrady v Dedemsvaartu staly nejvýznamnější trvalkovou školkou v Evropě.
Až do konce druhé světové války se Mien Ruysová zabývala hlavně tvorbou velkých soukromých zahrad, ve kterých měly významné místo trvalkové záhony. Po válce se věnovala také veřejné zeleni a její tvorba té doby byla charakterizována používáním šikmých linií a úhlů v kontrastu s pravidelnými domy. Později se ale vrátila k rovným liniím často ve formě pravidelně zastřižených zelených čtverců v kontrastu s rozvolněným vzhledem trvalek.

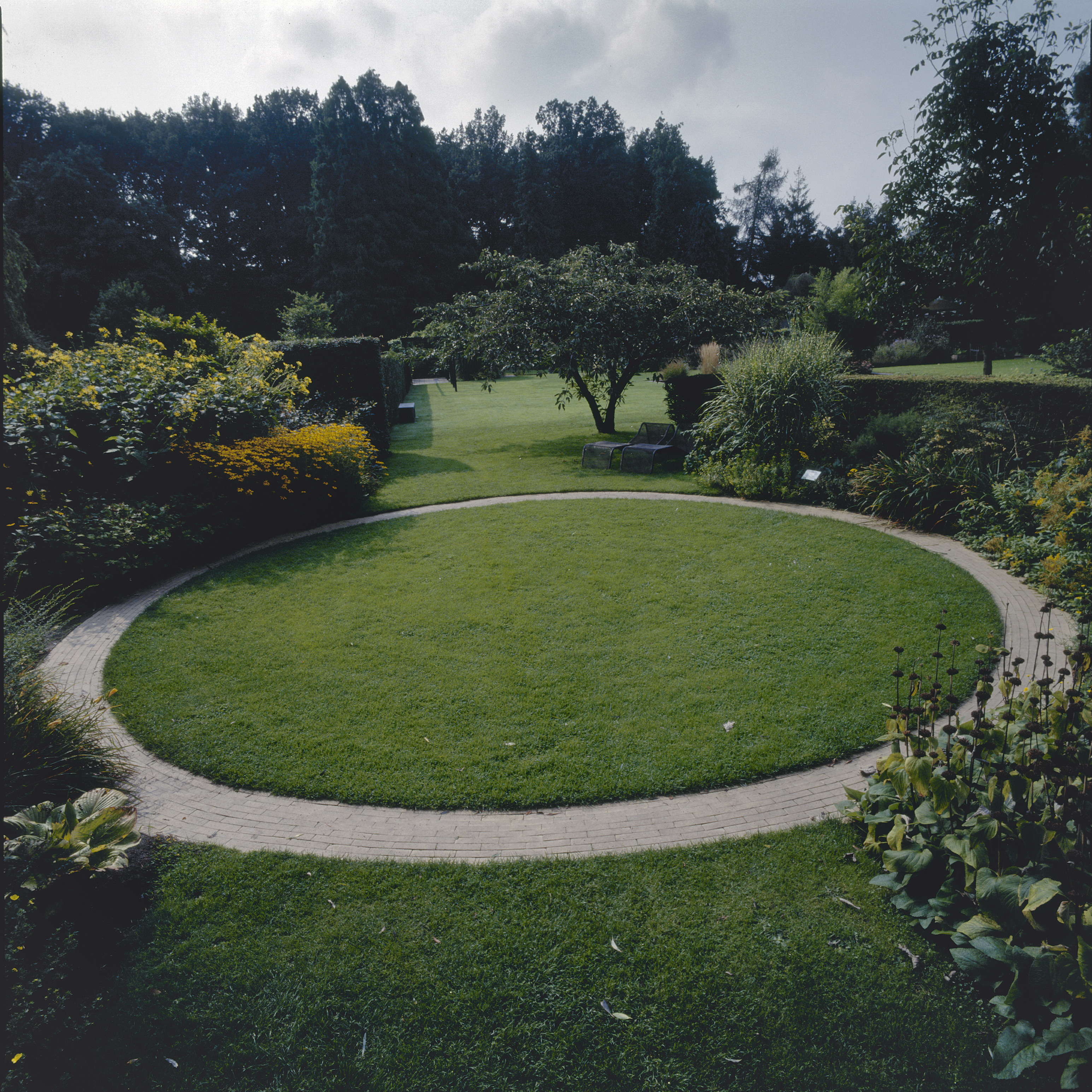
Zahrada v muzeu Mien Ruysové. Linie chodníku spojuje kompozici umně v celek.

Mien Ruysová v Nizozemsku vydala řadu knih, nejznámější z nich je Het Vaste plantenboek (Kniha trvalek). Se svým manželem Theo Moussaultem (bývalý majitel amsterdamského týdeníku De Groene Amsterdammer) vydávala od roku 1955 čtvrtletník Onze eigen Tuin (Naše vlastní zahrada), který je stále považován za jednu z nejkreativnějších nizozemských publikací v této oblasti a obsahoval také „zahradnické poučky pro začátečníky“. Mien Ruysová zemřela v roce 1999.

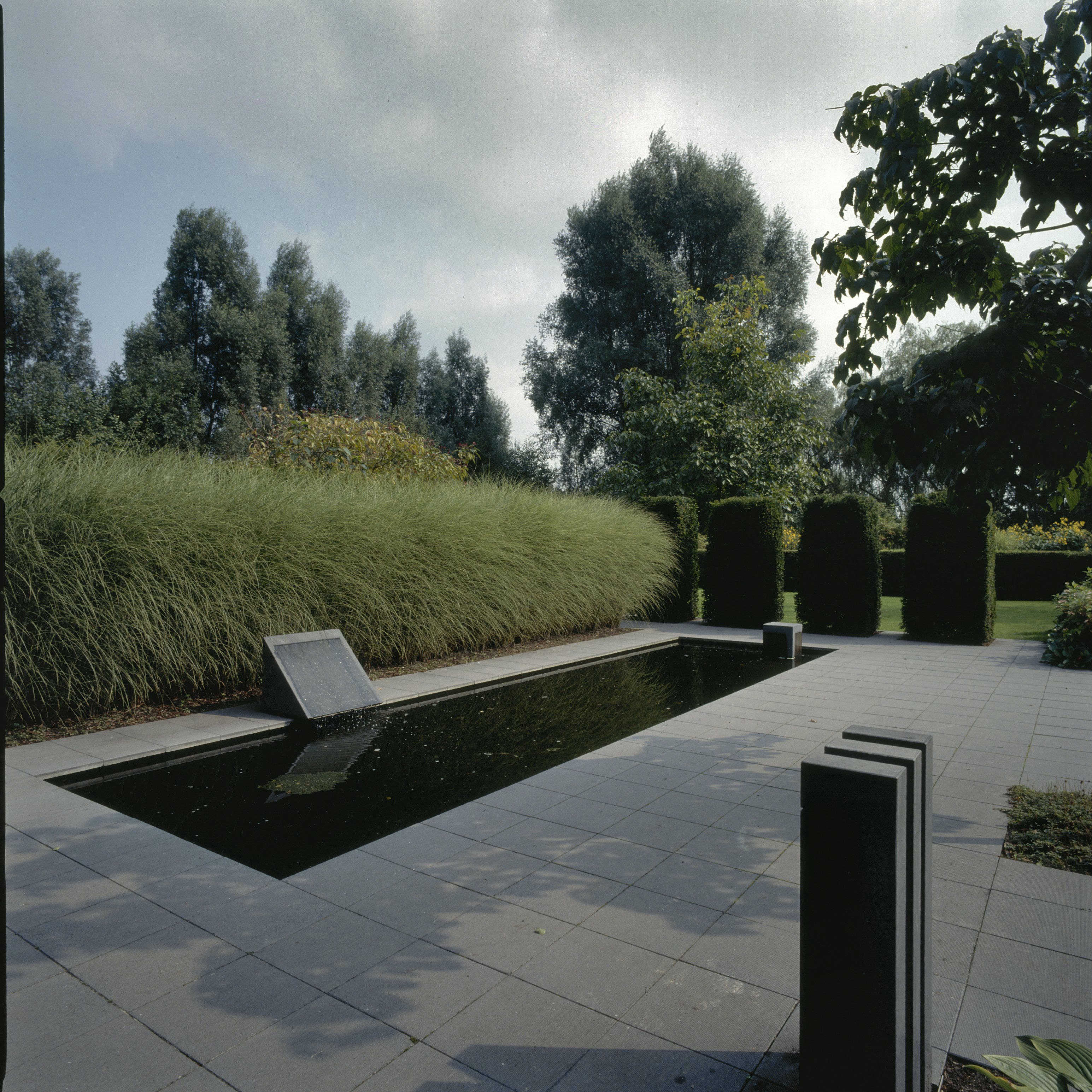
Zahrada v muzeu Mien Ruysové. Zjevný vliv architektury 20. století.

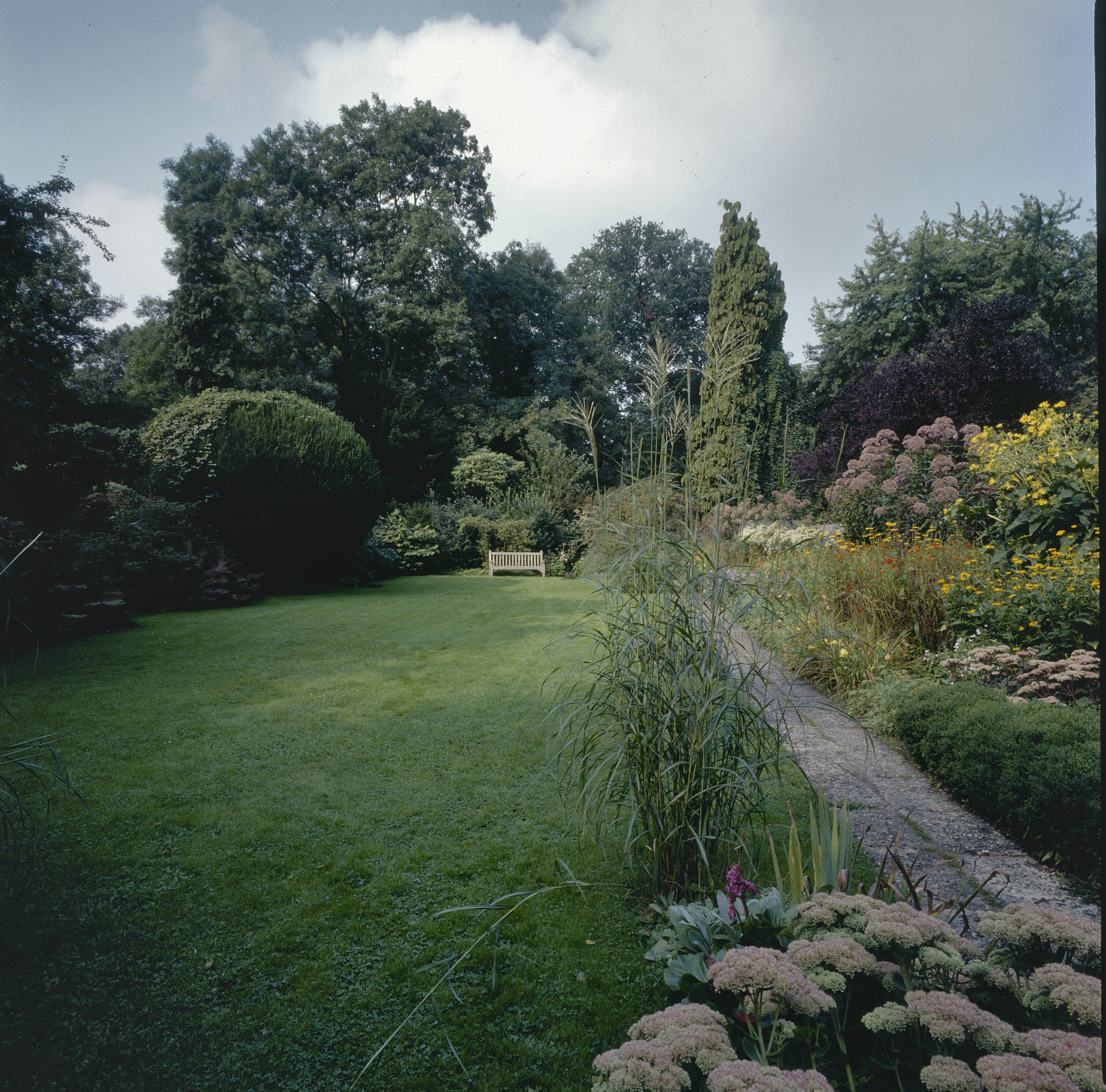
Zahrada v muzeu Mien Ruysové. Nevhodně nově vysázený Miscantus sinensis narušuje prostor v kompozici.

## Styl a vliv
Ruysová patří mezi uznávané zahradní architekty. Časopis Trouw ji zařadil mezi deset nejvlivnějších zahradních architektů na světě. Její styl je charakterizován jako jasný, přímý a holý. Byla ovlivněna japonským designem a použitím obdélníkových prostor, vody, bambusu a dřeva. Je jí přičítána schopnost vytvářet otevřené a přehledné prostory i v malých zahradách.
Experimentovala s různými levnými a odpadovými materiály, nejúspěšnější byla s oblázkovými dlaždicemi a pražci. Rovněž se pokoušela o použití recyklovaných plastů. Její použití starých železničních pražců vedlo ke konceptu zahrad „bielzentuin“ (od „biels,“ nizozemské slovo pro pražec). První bielzentuin udělala v roce 1956, v zahradě bytového domu v Overveen postaveném nizozemským architektem Gerardem Holtem. Dům je na seznamu městských památek.
To vedlo k velkému využívání pražců v nizozemských zahradách a Mien Ruysové se začalo říkat „Bielzen Mien“. Práce Mien Ruysové významně ovlivnily mnoho dalších architektů během 20. a počátku 21. století. Jako originální lze hodnotit i používání vyšších travin ve skupinách a cílená práce s prostorem a liniemi. Její práce jsou typické asymetrickou kompozicí hmot, zřetelnými úhly a překrývajícími se tvary. Brzy po válce tvořila zahrady s diagonální úpravou, s ohledem na postavení domu, což jí vyneslo přezdívku „Schuine Mien“ (Šikmá Mien). Během dalších let se její styl změnil.
V úpravách kladla důraz na jednoduchost a snadnou údržbu. Ovlivnila vytváření soukromého prostoru intimních malých částí zahrad, tak jak o to usilovala Gertrude Jekyll. V souladu s pracemi Gertrudy Jekyll rovněž používala přírodní styl zahradních úprav místo kobercových výsadeb křiklavých barev. Vlivem vzestupu používání funkcionalistických a dalších ozdobných úprav okleštěných budov docházelo ke zjednodušování zahrady, která měla být v souladu s budovou. Vždy hledala podstatu prostoru a možnosti místa; jednoduché a funkční rozvržení s volnou, přirozenou výsadbou.
Její úpravy zahrad lze popsat jako vyvážené s kontrastními texturami, tvary a barvami, v souladu s dobovou módou. Používala trávy v kontrastu s vodou. Používala velké nebo malé vodní plochy. Výsadby jsou provedeny tak, aby dávaly pocit přírody a přirozenosti. Domnívala se, že trvalky umožňují zažít přírodu v zahradě, což pokládala za důležitou funkci zahrady.
Významně ovlivnila masové používání trvalek nabídkou levných rostlin a použitím rostlin vhodných pro různá stanoviště. Významné bylo také její využívání a šíření rostlin pěstovaných z cibulí. Její rady o tom, jak a kde sázet cibuloviny byly vyhledávány i ve Spojených státech.

### Hlavní rysy tvorby
Výraznými znaky tvorby, které se ovšem neobjevují vždy a u všech prací autorky jsou:
- dobrá znalost botaniky, včetně barvy, tvaru a textury rostlin
- používání travin ve velkých skupinách
- použití jednoduchosti a rytmu jako výrazných výtvarných prostředků vnímaných pozorovatelem
- experimenty se stavebními materiály
- použití uměleckých artefaktů na místech komunikačních spojení

## Tuinen Mien Ruys
Muzeum s názvem Tuinen Mien Ruys (Zahrady Mien Ruysové) bylo otevřeno v roce 1976 a obsahuje 25 modelových zahrad. Je spravováno nadací Foundation Tuinen Mien Ruys, která začala spolupracovat s Rijksdienst voor het Cultureel Erfgoed v roce 2001. V důsledku toho byl v říjnu 2004 třem ze zahrad udělen status „Rijksmonument“ (národní kulturní památka). V roce 2014 bylo přidáno dalších šest zahrad z období rekonstrukce. Celý komplex je městskou památkou a je přístupný pro veřejnost.
V roce 2002 muzeum Tuinen Mien Ruys vydalo zprávu, že z důvodu finančních potíží rozšiřuje své aktivity. Nadace se také rozešla se školkami Moerheim, na které bylo muzeum stále připojeno a vybudovalo si svůj vlastní vchod. S pomocí dobrovolníků a dárců se stal rozpočet opět účetně finančně vyrovnaným v roce 2008.

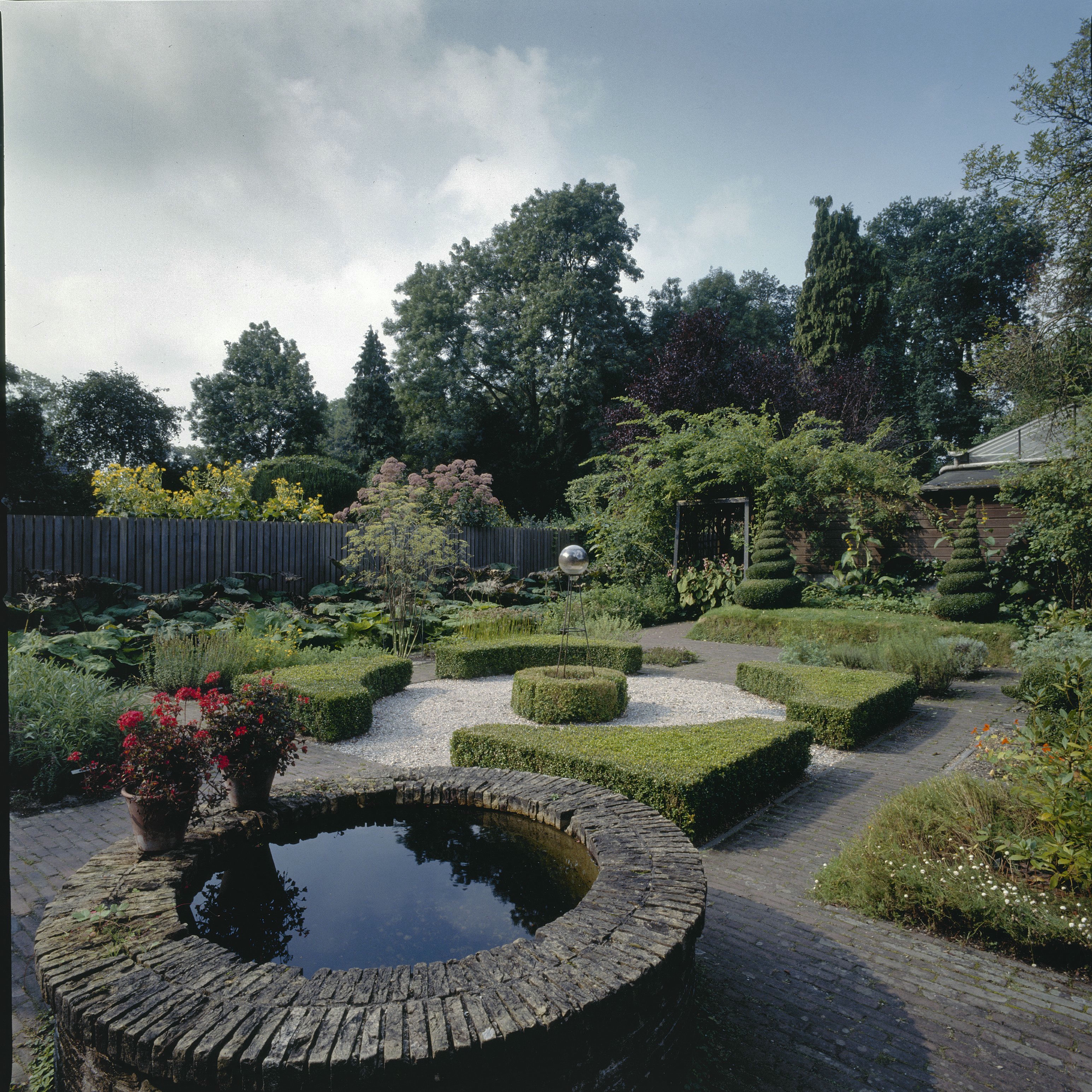
Zahrada v muzeu Mien Ruysové.
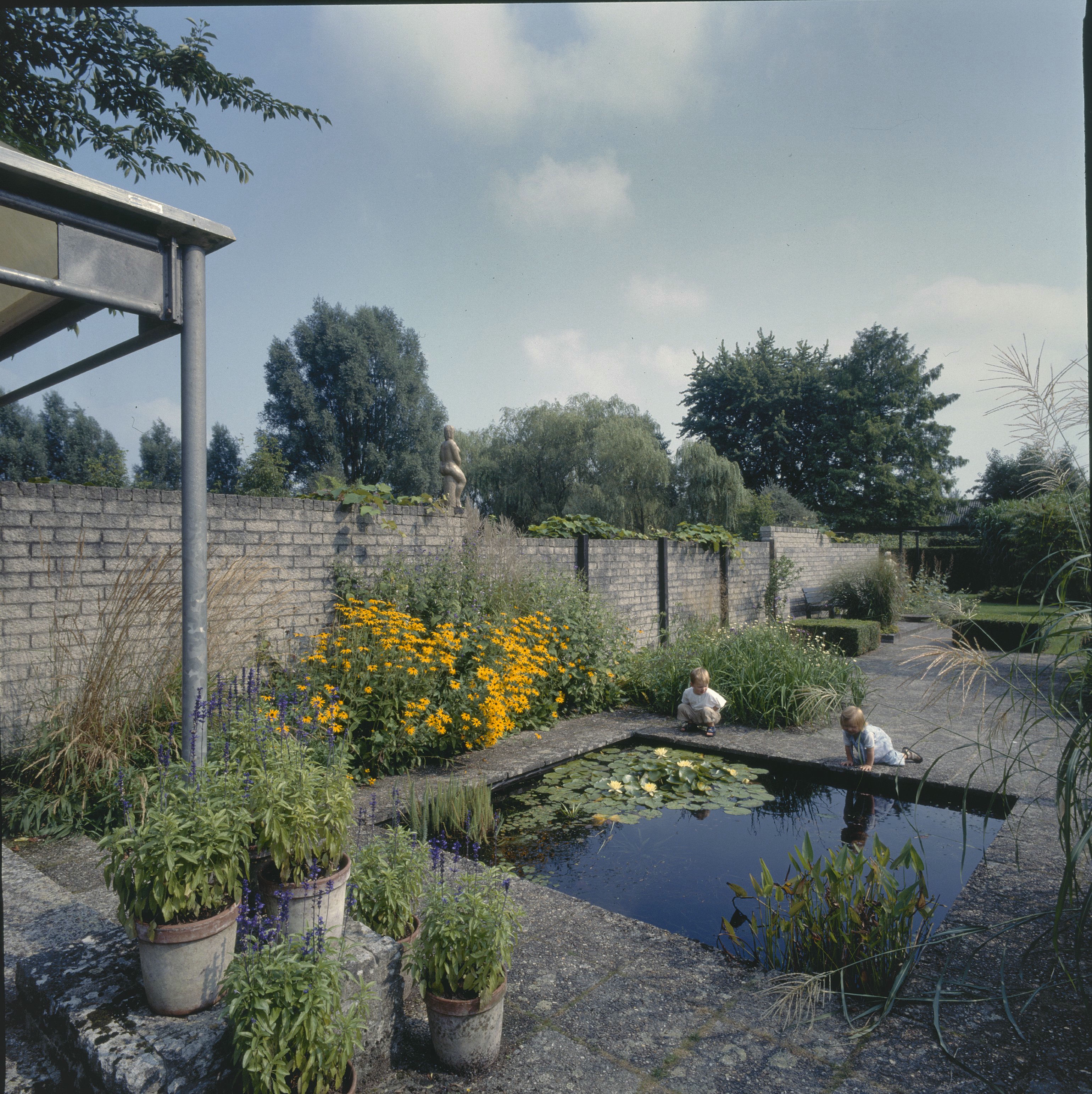
V úpravách klade důraz na jednoduchost a zohledňuje potřebu snadné údržby.
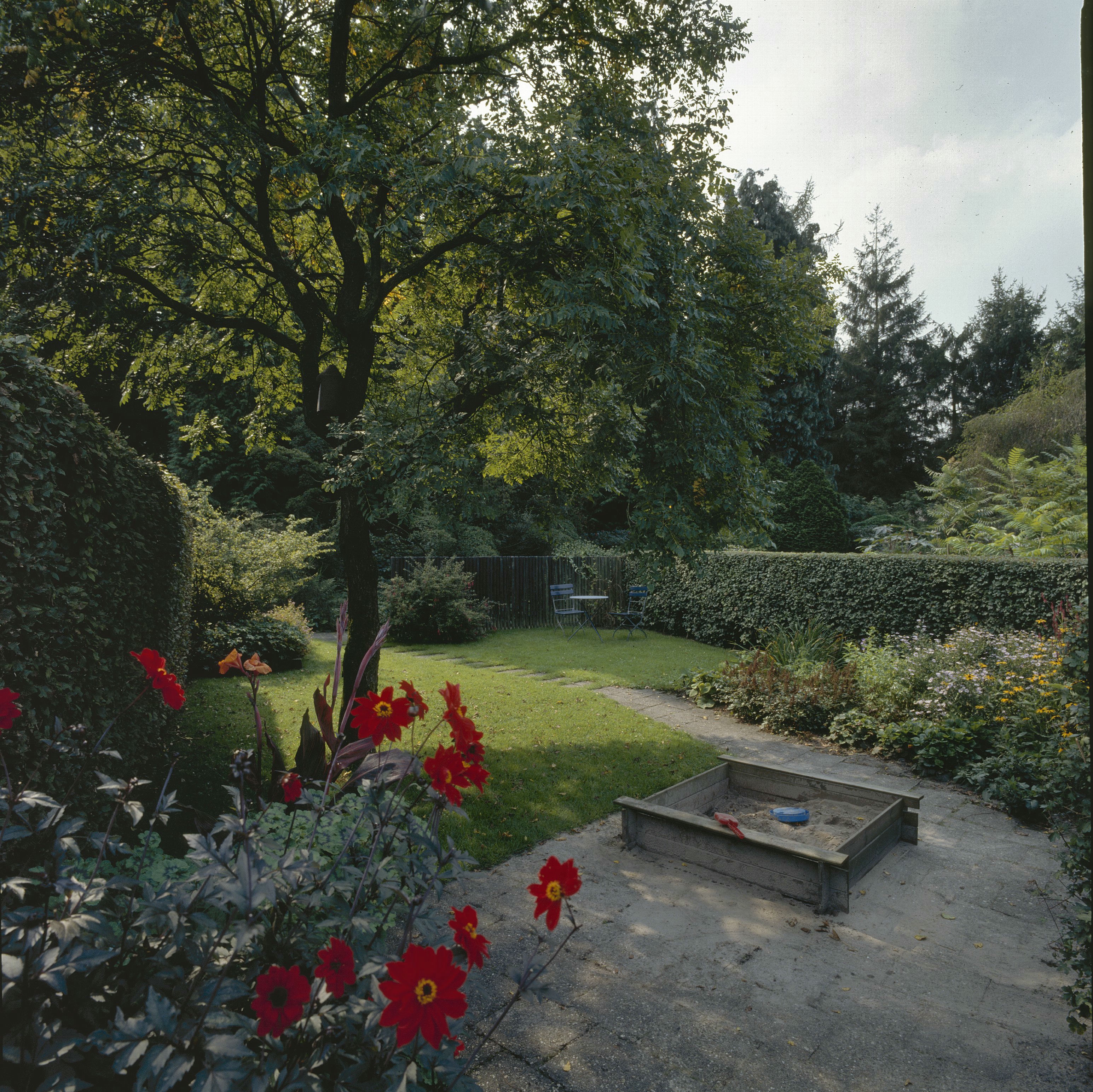
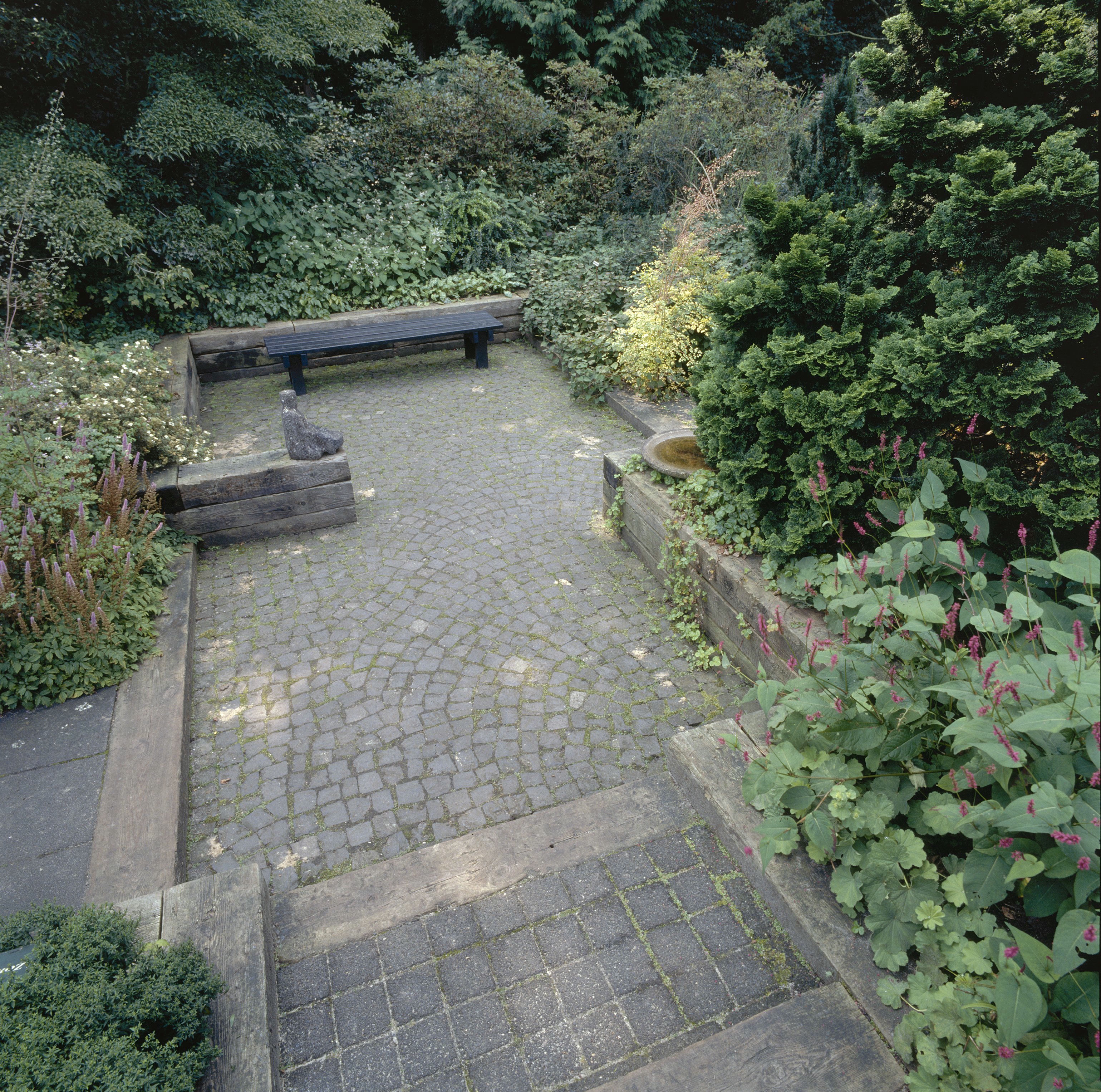
Ovlivnila vytváření soukromého prostoru intimních malých částí zahrad, tak jak o to usilovala G. Jekyllová, navíc s jednoduchostí tehdy módních úprav.
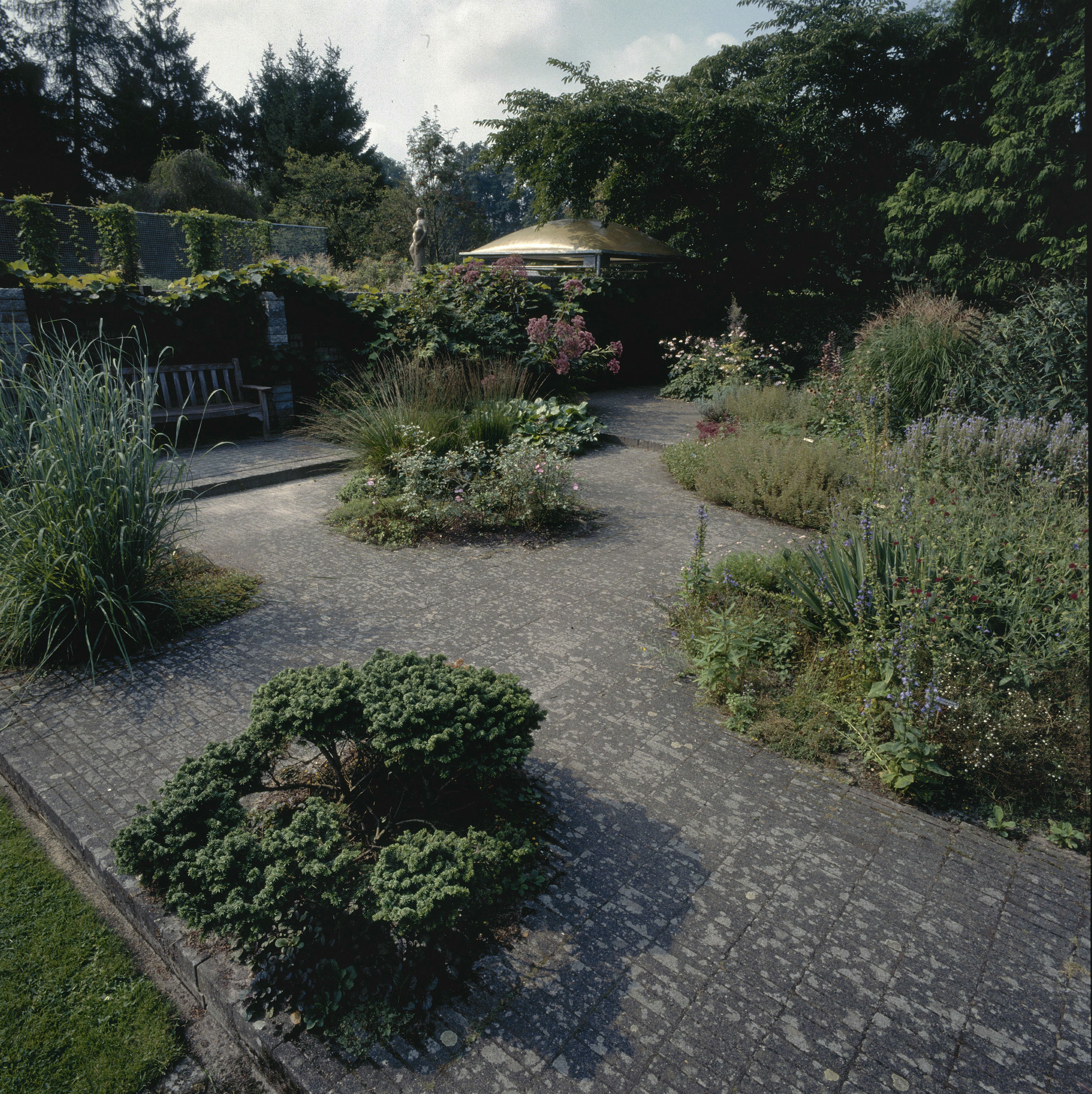
Zasazením výsadeb přímo do zpevněné plochy chodníků a odpočivadel omezuje náklady na údržbu.
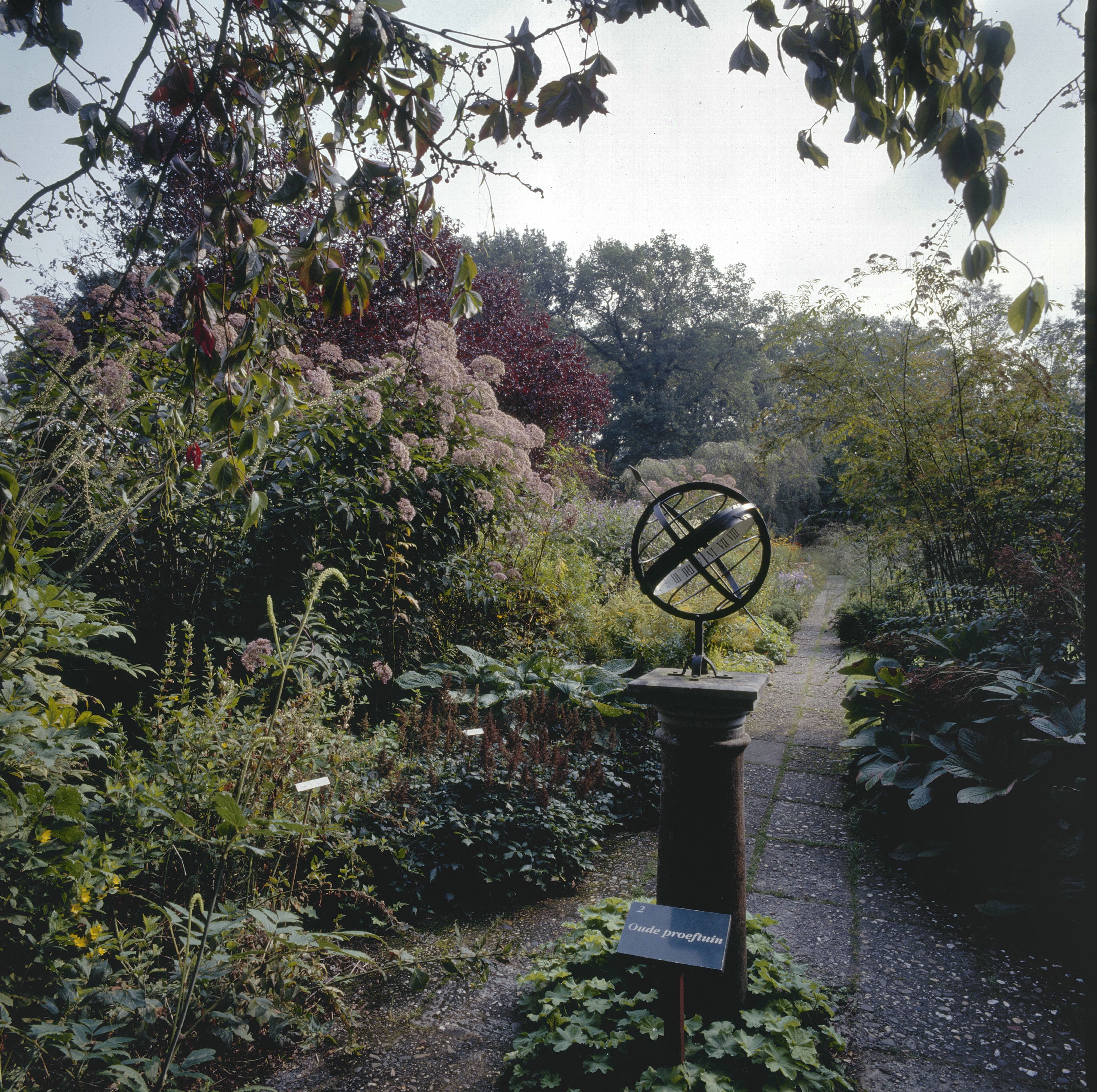
Zahrada v muzeu Mien Ruysové. Zahrady vzniklé zjevně pod vlivem Jekyllové.
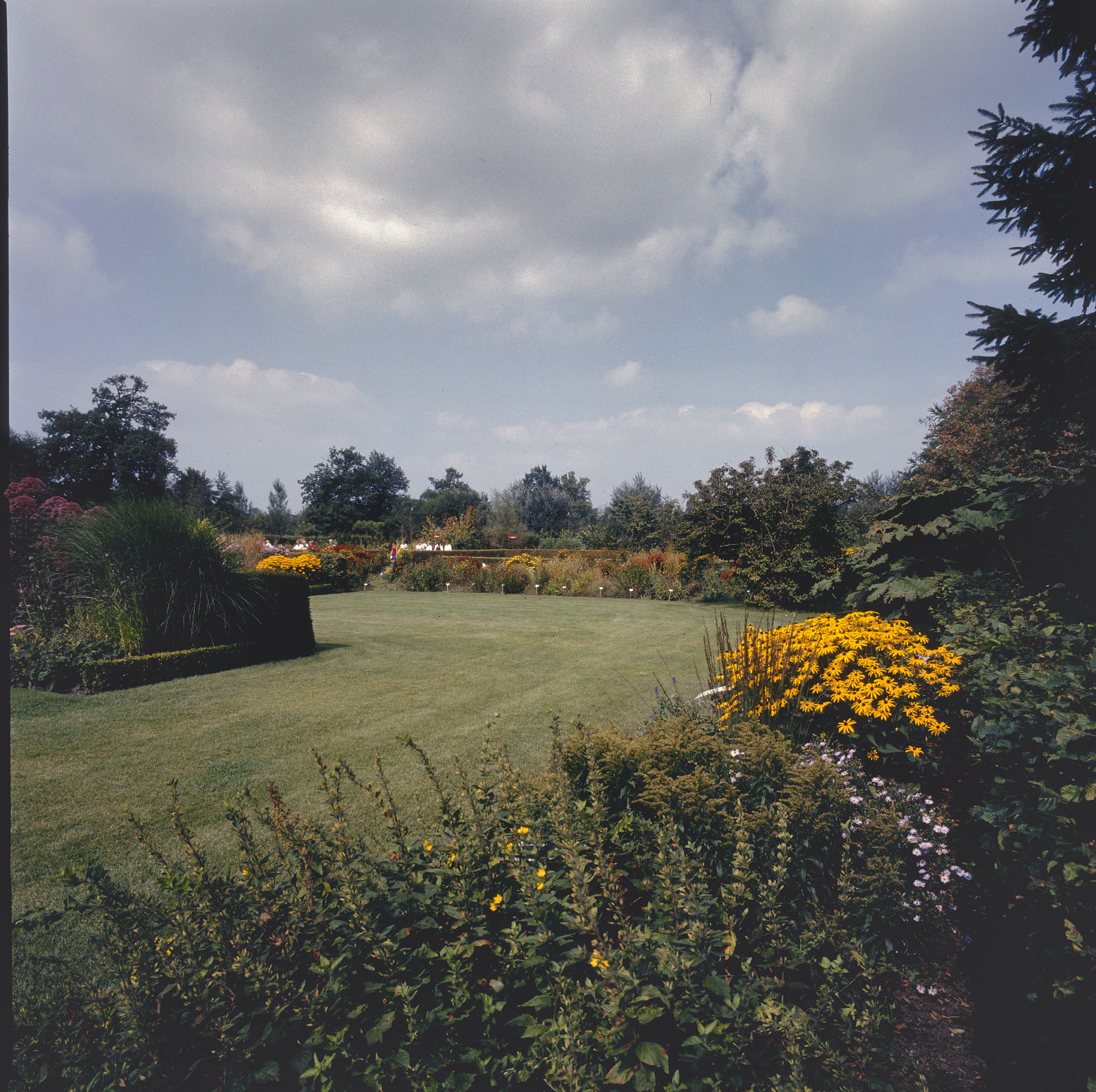
Zahrada v muzeu Mien Ruysové. Zahrady vzniklé zjevně pod vlivem Jekyllové.
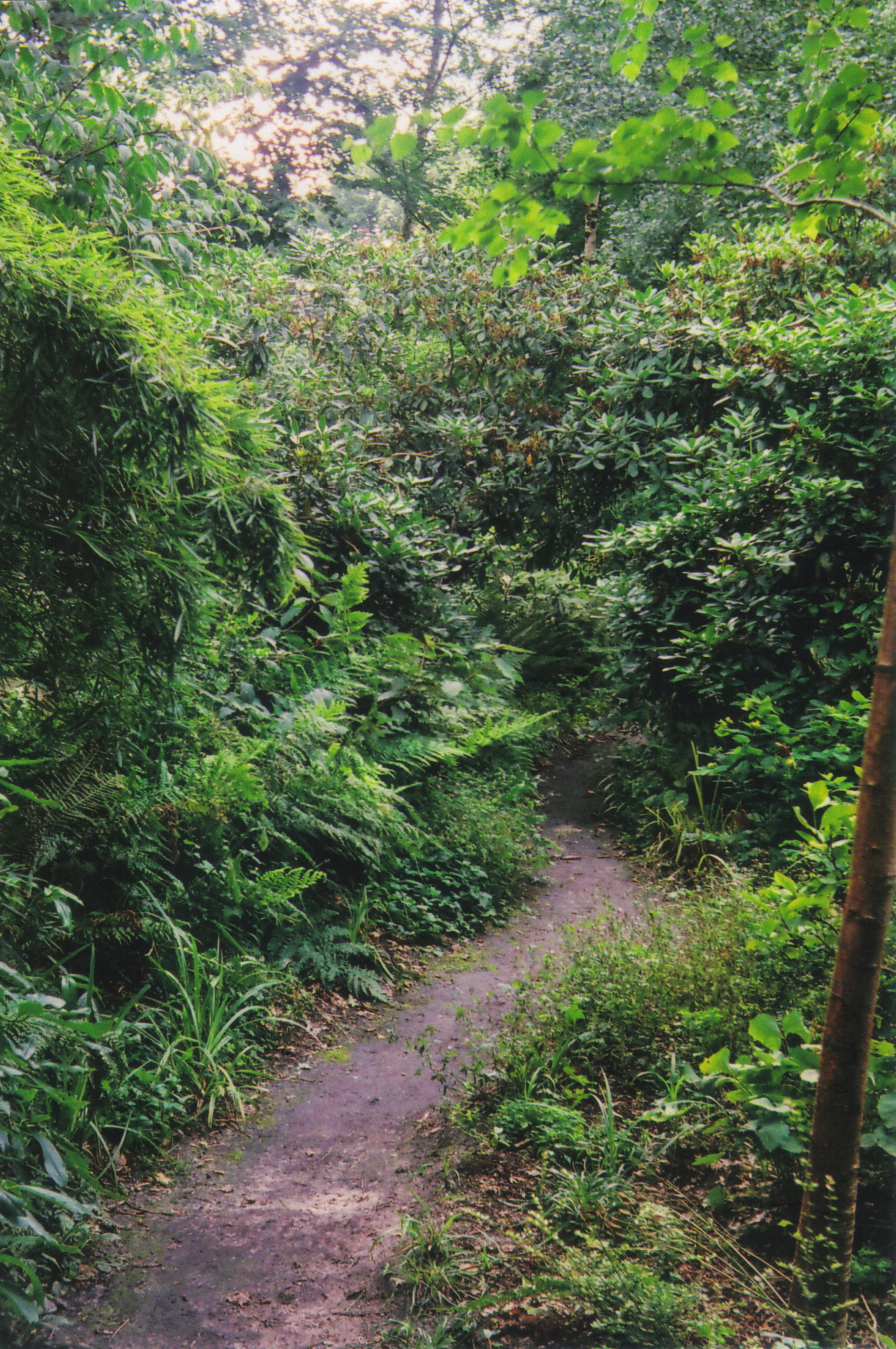

## Významné projekty
- Firemní zahrada pro KNSM na KNSM Island, v Amsterdamu, nyní přejmenovaná na Mien Ruysplantsoen (1956, 1994)
- Zahrada pro Diaconessenhuis (nemocnice), v Amsterdamu